# 贝尔塔·费雷拉斯
贝尔塔·费雷拉斯·桑斯（西班牙語：Berta Ferreras Sanz，1997年9月9日—），西班牙女子花样游泳运动员，2015年欧洲运动会单人、集体和自由组合银牌得主、2019年世界游泳锦标赛焦点自选铜牌得主、2022年世界游泳锦标赛焦点自选铜牌得主、2023年欧洲运动会集体技术自选和集体自由自选金牌得主。